# Währing
Währing ist der 18. Wiener Gemeindebezirk und liegt im Nordwesten Wiens am Rande des Wienerwaldes. 1892 wurden die ehemaligen Vororte Währing, Weinhaus, Gersthof, Pötzleinsdorf, Neustift am Walde und Salmannsdorf eingemeindet und aus ihnen der neue Bezirk gebildet. 1938 wurden die Bezirksteile Neustift am Walde und Salmannsdorf jedoch großteils zum Bezirk Döbling geschlagen. Währing gilt heute auf Grund zahlreicher Villen (beispielsweise Cottageviertel) neben Hietzing und Döbling als bürgerlicher Nobelbezirk. Dennoch weist Währing einen beträchtlichen Anteil von so genannten Gründerzeitquartieren, vor allem nahe dem Gürtel südlich der Gentzgasse, auf („Kreuzgassenviertel“).

## Geographie

### Lage

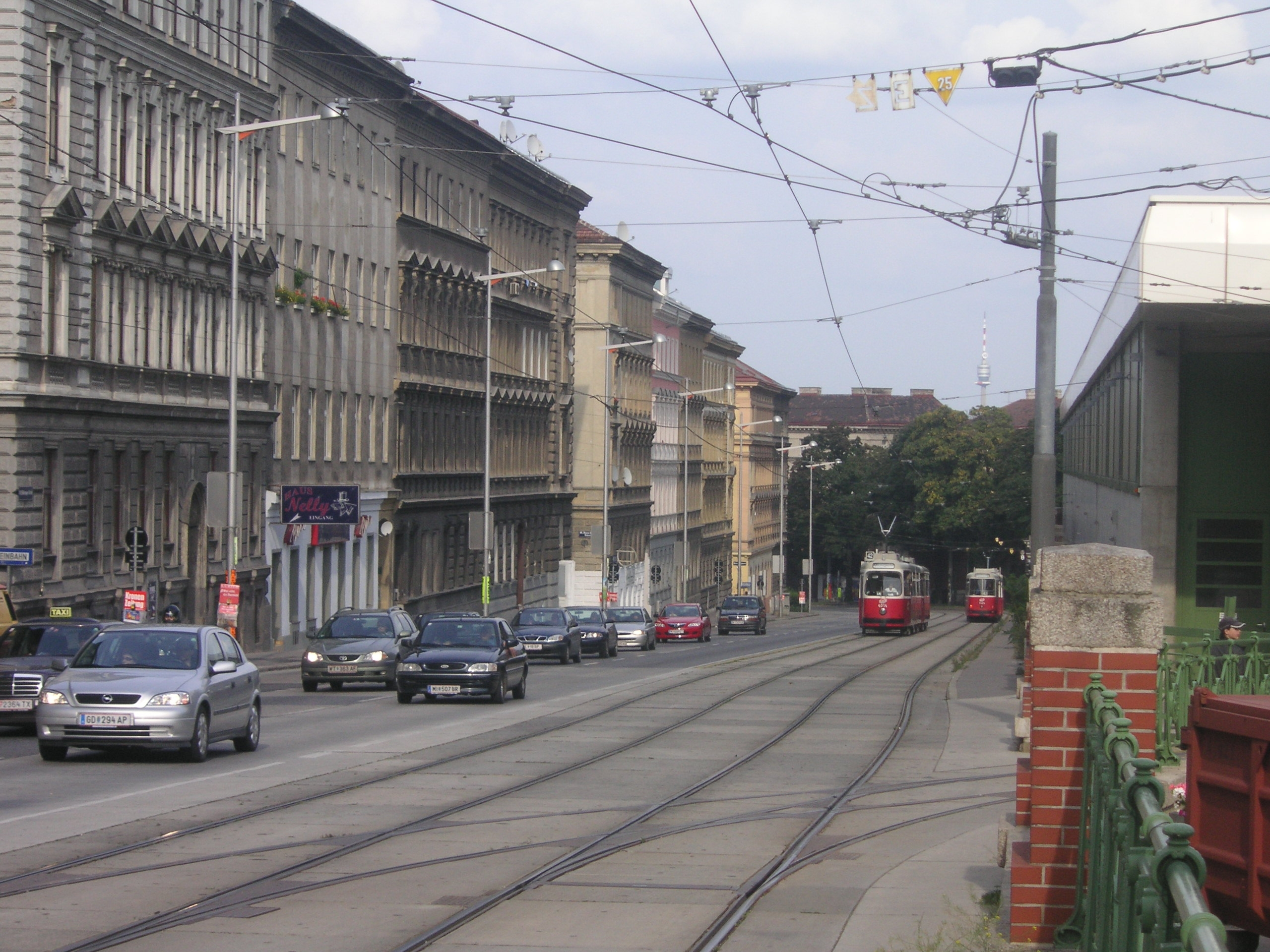
Währinger Gürtel, die Ostgrenze des Gemeindebezirks; im Vordergrund die Gleisverbindung von der Straßenbahn zur U6

Währing liegt im Nordwesten Wiens und dehnt sich auf 6,28 km² über die Abhänge des Wienerwaldes zwischen dem Gürtel und der Höhenstraße aus. Der Bezirk liegt zu beiden Seiten des heute kanalisierten Währinger Bachs, von dessen Ufern steile Anhöhen ansteigen. Die Grenze des Bezirkes Währing verläuft im Norden, zum 19. Bezirk, Döbling, im Wesentlichen entlang der Linie Sommerhaidenweg – Starkfriedgasse – Peter-Jordan-Straße – Hasenauerstraße. Im Osten grenzt Währing an den Bezirk Alsergrund, wobei die Grenze seit 1905 entlang des Wiener Gürtels verläuft (bis dahin verlief sie etwa einen Häuserblock östlich des Gürtels). Die Grenze zum südlich gelegenen 17. Bezirk, Hernals, verläuft vom Gürtel in nordwestlicher Richtung durch verbautes Gebiet und danach oberhalb des Hernalser Friedhofs entlang des sogenannten Alsrückens bis zum Schafberg. Im Westen wird die Grenze zu Hernals im Norden von der Höhenstraße gebildet, im Süden verläuft sie entlang des Michaelerbergs und durch den Michaelerwald.

### Geologie
Währing ist von zwei Höhenrücken im Norden und Süden begrenzt. Die Gebirgszüge des Schafbergs und des Michaelerbergs sind Nebenzüge des Wienerwaldes und bilden den Gebirgsrand gegen das Wiener Becken. Die Berge Währings bestehen aus mehrfach geschichtetem Sandstein, der sich mit Mergel abwechselt. Die Höhen von Pötzleinsdorf und der Türkenschanze bestehen hingegen aus Sanden, in den tieferen Lagen Währings finden sich Ablagerungen von Tegel, in höheren Lagen meist harte Sande, Gesteine und Geröll. In der Schafberggasse wurde bei Kanalbauarbeiten auch Kalkstein aufgedeckt. Durch die ehemalige Lage an der Tethys finden sich in den Sanden und Ablagerungen des Bezirkes auch verschiedenste Überreste von Meeresbewohnern. In den zahlreichen Sandgruben des Bezirksgebietes wurde jahrhundertelang Baumaterial gewonnen.

### Berge

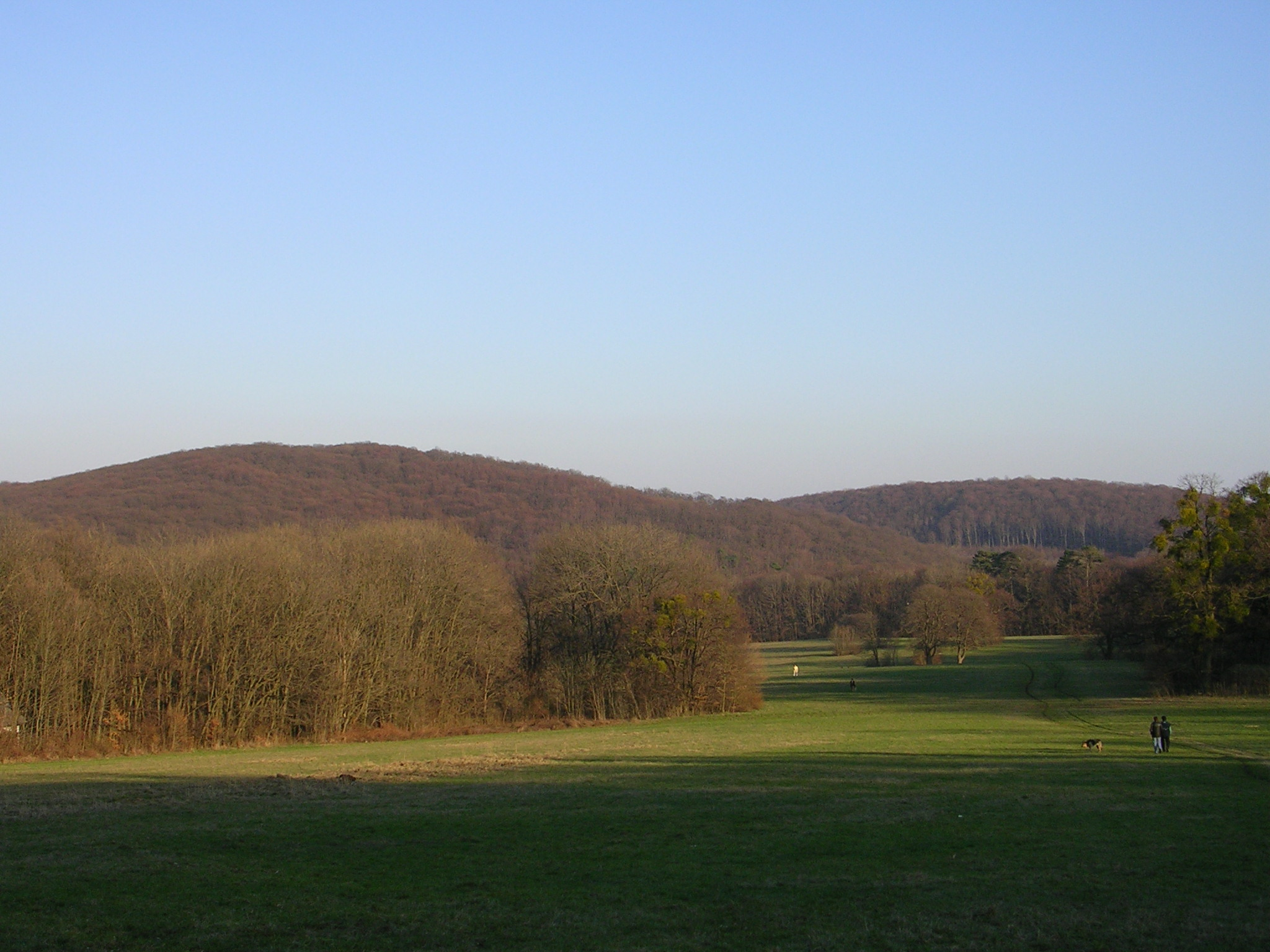
Michaelerberg und Schafberg gesehen vom Schwarzenbergpark

Währing wird von zwei langgestreckten Höhenrücken eingeschlossen, die sich von Nordwesten nach Süden erstrecken und das Tal des Währingerbaches bilden. Im Süden liegt der Schafbergzug, der ausgehend vom Schafberg in den Kleinen Schafberg (305 Meter), den Mitterberg und den Ganserlberg übergeht und sich bis über den Gürtel erstreckt. Der großteils mit Wald bedeckte Schafberg ist mit 390 Metern Höhe auch die höchste Erhebung Währings und liegt im Südwesten des Bezirksgebietes an der Grenze zu Hernals.
Im Norden wird das Bezirksgebiet von den Ausläufern des Michaelerbergs begrenzt. Der Michaelerberg, an der westlichen Grenze zu Hernals gelegen ist mit 387 Metern nur unwesentlich niedriger als der Schafberg und ist durch den Michaeler und dem Dorotheer Wald praktisch völlig von Wald bedeckt. Die Ausläufer des Michaelerberges gehen in die Pötzleinsdorfer Höhe und die Windmühlhöhe über und erreichen im Südosten schließlich das Plateau der Türkenschanze. Die Ladenburghöhe, die den Pötzleinsdorfer Schlosspark gegen Süden begrenzt, liegt zwischen den beiden Höhenrücken und schließt sich nordöstlich des Schafberges an. Sie trennt den Quellbach der Dürwaring vom nördlich entspringenden Währingerbach.

### Gewässer
Noch im 19. Jahrhundert war das Bezirksgebiet vom Währinger Bach geprägt, der im Pötzleinsdorfer Schlosspark entspringt und Ende des 19. Jahrhunderts vollständig in einen Bachkanal umgewandelt wurde. Der Bach verlief ursprünglich in einem tief eingeschnittenen Tal auf der Linie Pötzleinsdorfer Straße-Gersthofer Straße-Gentzgasse-Aumannplatz und Währinger Straße und mündete im Bezirk Alsergrund in die Als. Mit dem Dürwaringbach hat sich im Bereich des Schafbergbades südlich der Ladenburghöhe ein letzter, offen verlaufender Quellbach des Währinger Baches erhalten.

### Flächennutzung
Die Baufläche Währings beträgt 53,61 Prozent (Wien-weit 33,32 Prozent), wobei 92,83 Prozent auf Wohnbaugebiet entfallen. Der zweitgrößte Anteil der Bezirksfläche wird von Grünflächen eingenommen: 30,21 Prozent der Bezirksfläche sind von Wäldern (14,42 Prozent), Parkflächen (7,9 Prozent), Wiesen (3,00 Prozent), Kleingärten (2,92 Prozent) und Sportflächen (1,32 Prozent) bedeckt. Der ehemals bedeutende Weinbau spielt keinerlei Rolle mehr, insgesamt werden nur 0,6 Prozent der Bezirksfläche landwirtschaftlich genutzt. Drittwichtigste Nutzungsart auf dem Währinger Bezirksgebiet sind mit 16,2 Prozent der Bezirksfläche Verkehrsflächen, auf Gewässer entfallen lediglich 0,01 Prozent.

### Bezirksteile

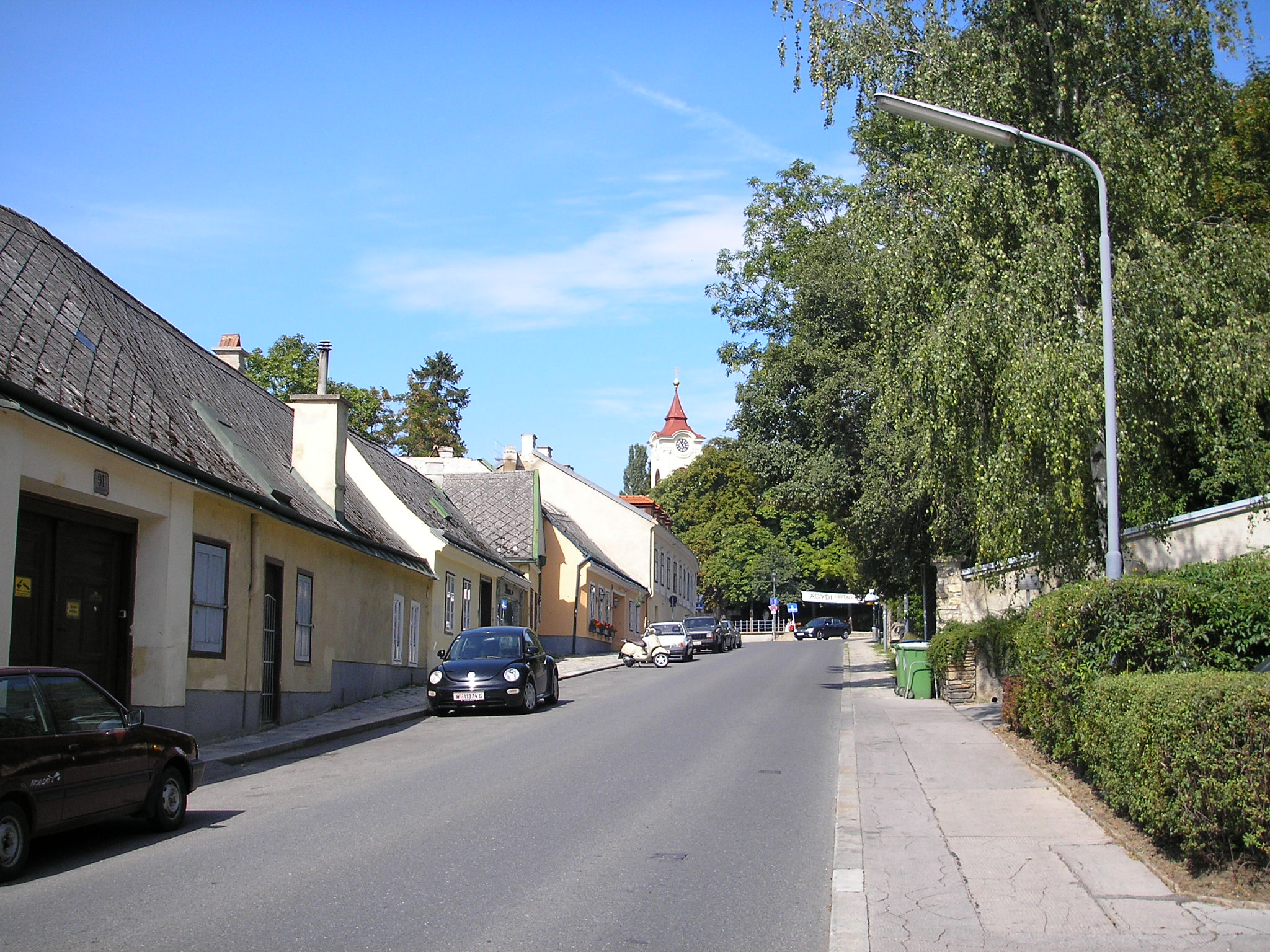
Altes Ortszentrum von Pötzleinsdorf

Der Bezirk Währing wurde aus sechs ehemals selbstständigen Gemeinden gebildet, wobei Salmannsdorf und Neustift am Walde 1938 an Döbling angegliedert wurden. Bei Währing blieben (von Ost nach West) das namensgebende Währing sowie Weinhaus, Gersthof und Pötzleinsdorf, Orte, die entlang des heute kanalisierten Währinger Bachs liegen. Währing ist im Wesentlichen in vier Katastralgemeinden unterteilt, die grob den Grenzen der ehemaligen Gemeinden entsprechen. Die Katastralgemeinden Währing und Pötzleinsdorf reichen jedoch auch auf das Bezirksgebiet von Döbling, während im Nordwesten Währings ein Teil der Katastralgemeinde Neustift (u. a. Neustifter Friedhof) liegt.
Eine Gliederung des Bezirksgebiets besteht ferner in den Zählbezirken der amtlichen Statistik, in denen die Zählsprengel des Gemeindebezirks zusammengefasst sind. Die fünf Zählbezirke in Währing sind Währinger Cottage, Gentzgasse, Kreuzgasse, Gersthof und Pötzleinsdorf. Die Grenzen der Zählbezirke Gersthof und Pötzleinsdorf stimmen nicht mit jenen der gleichnamigen Katastralgemeinden überein.

## Wappen
Das Wappen von Währing repräsentiert die vier ehemals selbstständigen Gemeinden, aus denen der Bezirk 1892 gebildet wurde.
- Der zentrale Herzschild zeigt den Heiligen Laurentius, den Schutzheiligen des Bezirksteils Währing. Laurentius trägt eine silberne Alba und eine rote, goldgesäumte Dalmatik. Der Gitterrost in seiner linken Hand symbolisiert sein Martyrium.
- Der vom Betrachter aus gesehene linke (heraldisch rechte) obere Wappenteil steht für den Bezirksteil Pötzleinsdorf. Er zeigt den Heiligen Ägidius, den Patron der alten Pötzleinsdorfer Kirche.
- Der rechte Wappenteil zeigt wiederum den Heiligen Johannes Nepomuk, den Kirchenpatron von Gersthof.
- Nur das Wappen von Weinhaus hat keinen religiösen Hintergrund. Es zeigt zwei Winzer mit einer goldenen Weintraube und steht für den ehemals bedeutenden Weinbau, der Weinhaus zu seinem Namen verhalf.

## Geschichte

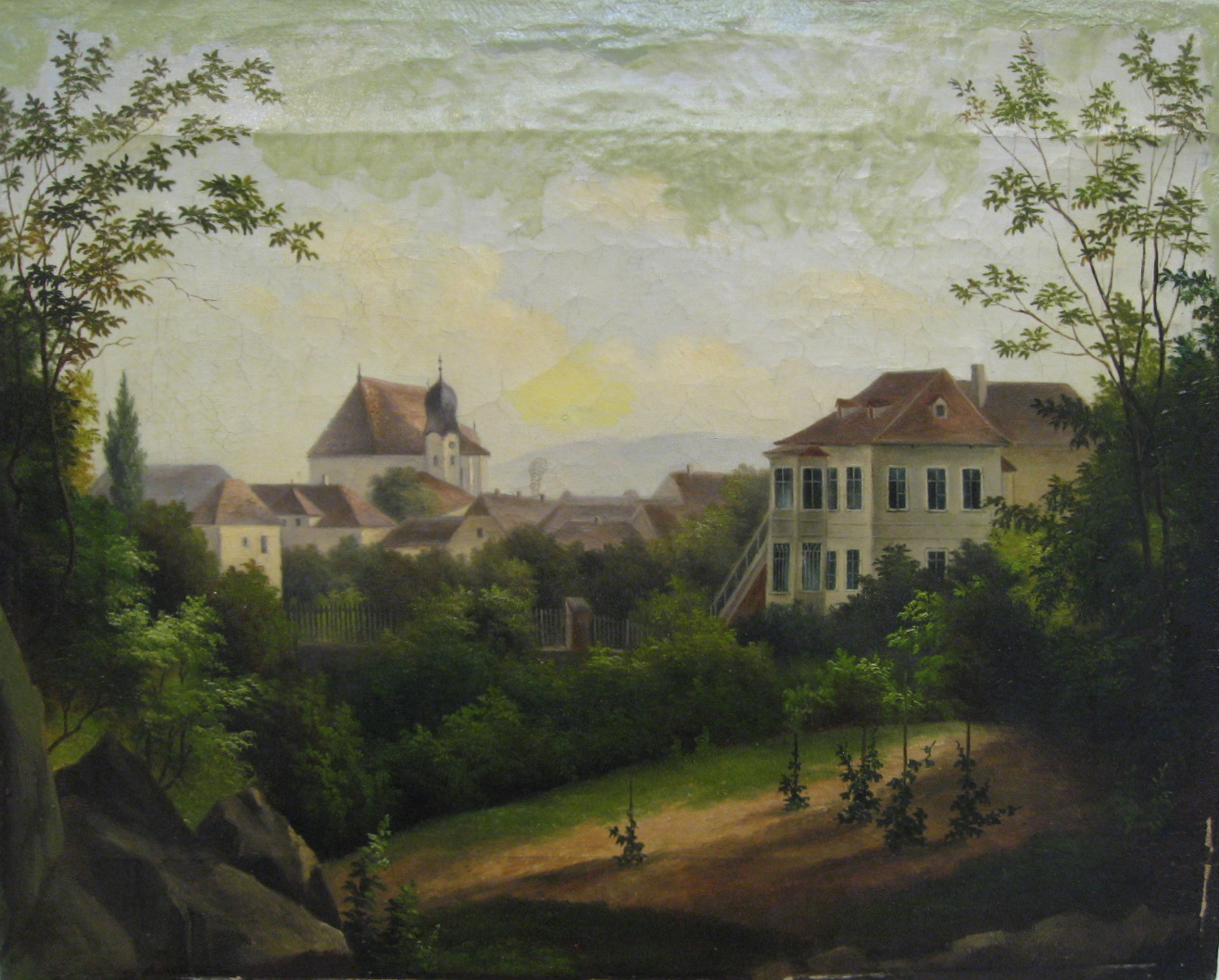
Die Ortschaft Währing um 1850

Nach der Eingemeindung der Vorstädte im Jahr 1850 begann in den 1870er Jahren die Diskussion um die Eingemeindung der Vororte. Die Initiative dazu kam aus Währing. Der Rechtsanwalt Dr. Leopold Florian Meißner richtete eine Petition an den niederösterreichischen Landesausschuss, in dem er die Bildung von „Groß-Wien“ anregte. Fast alle Vororte waren jedoch gegen den Vorschlag.
Bei der Eröffnung des Türkenschanzparks 1888 hielt Kaiser Franz Joseph I., wahrscheinlich auf Vorschlag von Ministerpräsident Eduard Taaffe (siehe Ministerium Taaffe II), eine Aufsehen erregende Rede, in der er die baldige Vereinigung der Vororte mit der Reichshaupt- und Residenzstadt Wien erhoffte. Daraufhin beschloss der niederösterreichische Landtag 1890 die Vereinigung von 34 Vororten mit Wien.
Das Gesetz trat noch im Dezember 1890 in Kraft; bis zum 1. Jänner 1892 war die Vereinigung dieser Vororte mit Wien komplett umzusetzen. Das mit dem Gesetz publizierte Gemeindestatut vereinte Währing, Gersthof, Pötzleinsdorf, Weinhaus, Neustift am Walde und Teile von Salmannsdorf zum 18. Wiener Gemeindebezirk, Währing. Das Währinger Rathaus, dessen ursprünglicher Zweck bis heute an der prominenten Bauform ablesbar ist, wurde zum Magistratischen Bezirksamt.
1905 trat am Gürtel eine kleine Veränderung des Bezirksgebietes ein. Bis dahin war die Grenze zwischen 9. und 18. Bezirk von der Währinger Straße nordwärts nicht am Gürtel, sondern einen Häuserblock weiter östlich durch die Lustkandlgasse verlaufen, so dass die heutige Volksoper zum 18. Bezirk gehörte. Ein Ende 1904 erlassenes Landesgesetz und eine am 7. Juni 1905 publizierte Kundmachung des k.k. niederösterreichischen Statthalters bewirkten die Verlegung der Bezirksgrenze an die westliche Kante der Stadtbahntrasse.

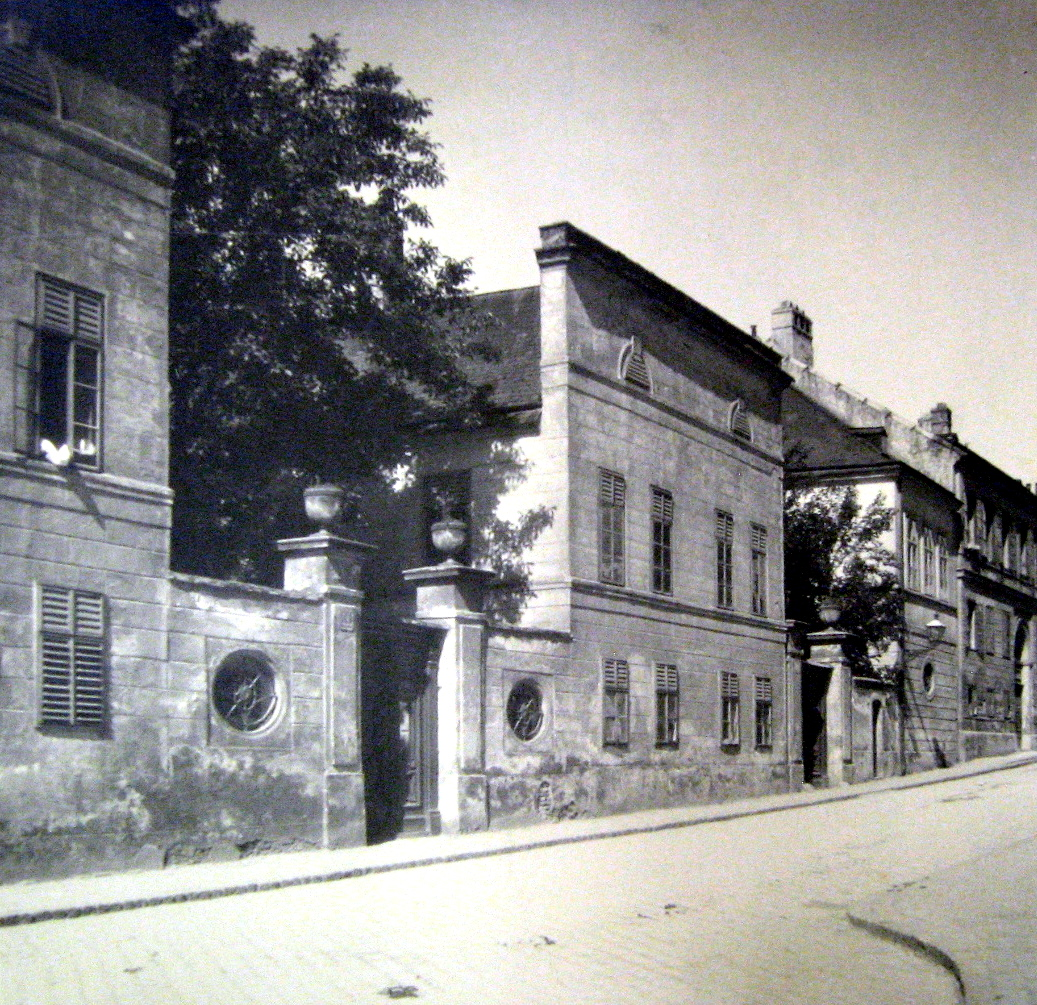
Gentz-Schlössel an der Währinger Straße, 1918

Von 1894 bis 1918 war Anton Baumann Bezirksvorsteher von Währing. 1925 wurde die Wiener Elektrische Stadtbahn im Tarifverbund mit der Straßenbahn in Betrieb genommen (seit 1989 U-Bahn-Linie U6). Währing ist mit der U-Bahn-Station Währinger Straße – Volksoper und mit der U-Bahn-Station Nußdorfer Straße an dieses Verkehrsmittel angebunden, seit 1989 weiters mit der U-Bahn-Station Michelbeuern, wo sich ein Betriebsbahnhof befindet, seit 1925 mit Gleisverbindung zum Straßenbahnnetz.
Am 15. Oktober 1938, nach dem „Anschluss“ Österreichs an das Deutsche Reich, wurden Neustift am Walde sowie Salmannsdorf per Reichsgesetz von Währing abgetrennt und dem 19. Bezirk, Döbling, zugeschlagen.
Währing war auch Zentrum der vom Gersthofer Kaplan und Religionslehrer der Albertus-Magnus-Schule, Heinrich Maier, gegründeten Widerstandsgruppe Maier-Messner-Caldonazzi. Franz Josef Messner, der Generaldirektor der kriegswichtigen Semperit-Werke, wohnte in der Hasenauerstraße 61. Diese katholisch-konservative Gruppe wird „als die vielleicht spektakulärste Einzelgruppe des österreichischen Widerstandes“ bezeichnet.
Ziel der Gruppe war es, schnellstmöglich das Ende des Schreckensregimes durch eine militärische Niederlage herbeizuführen und die Wiedererrichtung eines freien und demokratischen Österreichs zu realisieren. Die Gruppe übermittelte dazu streng geheime Baupläne der V-2-Rakete bzw. des Tigerpanzers und Lagepläne von geheimen Produktionsanlagen und Rüstungsindustrie an die Alliierten. Die meisten Mitglieder dieser erfolgreichen Widerstandsgruppe wurden hingerichtet.
Im April 1945 wie ganz Wien von der Roten Armee erobert, befand sich der 18. Bezirk vom 1. September 1945 bis zum 27. Juli 1955 im amerikanischen Sektor Wiens (siehe: Besetztes Nachkriegsösterreich). 1973 führte eine Kontroverse um die geplante Verbauung des Sternwarteparks zum Rücktritt von Bürgermeister Felix Slavik.

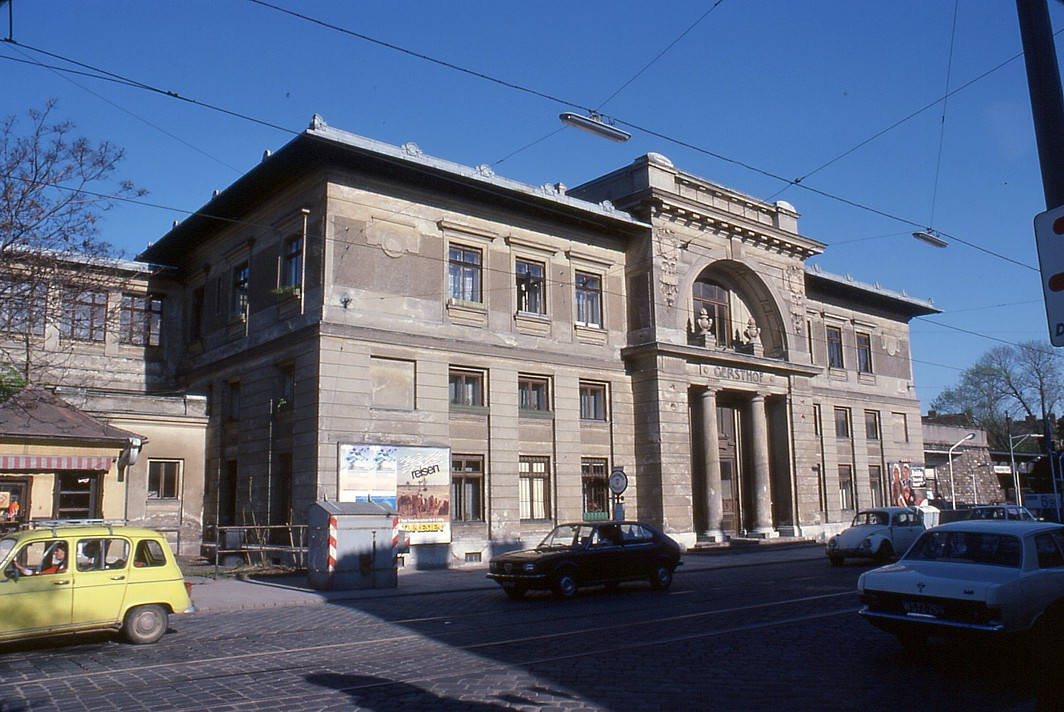
Station Gersthof vor der Sanierung der Vorortelinie, 1979

Die Vorortelinie der ÖBB, 1898 als Teil der von Otto Wagner gestalteten Wiener Dampfstadtbahn eröffnet, technisch gesehen eine Gebirgsbahn, die den Bezirk unter anderem mit zwei Tunneln durchquert und über Jahrzehnte dem Verfall preisgegeben war, wurde in den 1980er Jahren aufwändig saniert und weitgehend originalgetreu instand gesetzt. Eine Fassade der im Bezirk liegenden Station Gersthof musste komplett rekonstruiert werden. Schließlich konnte 1987 der ganzjährige fahrplanmäßige Personenverkehr nach über fünfzigjähriger Unterbrechung wieder aufgenommen werden. Gersthof wird heute von der Linie S45 der Wiener S-Bahn bedient.
1989 kam es zu einer geringfügigen Änderung der Bezirksgrenze zu Hernals im Bereich zwischen Czartoryskigasse und Herbeckstraße, was einen kleinen Gebietsgewinn für Währing bedeutete. Eine weitere Grenzverschiebung erfolgte 1995 im Bereich Höhenstraße, Keylwerthgasse und Salmannsdorfer Straße zu den Gemeindebezirken Hernals und Döbling. Hierbei erhielt im Wesentlichen Hernals von Währing ein kleines Wohngebiet zugeschlagen.
Am Ende des 19. Jahrhunderts entstand in der Kutschkergasse ein Bauernmarkt.
Zeitweise erstreckte sich dieser über die ganze Kutschkergasse sowie auch in die Schopenhauerstraße. Nach einem Tiefpunkt um das Jahr 2000 wurde der Markt seither wieder größer. Der Kutschkermarkt ist einer der beiden letzten Straßenmärkte Wiens.
Siehe auch Währinger Straße.

## Namensgebung
Währing wurde erstmals etwa 1170 als Warich urkundlich genannt. Über die Herkunft des Namens gibt es nur Vermutungen. Möglicherweise ist er slawischen (var für warme Quelle oder varica für dunkler Bach) oder germanischen Ursprungs (werich für Tagwerk, d. h. ein Feld in einer Größe, wie es ein Mann an einem Tag bearbeiten kann), womöglich leitet er sich auch von Werigandus, dem ersten Abt des Klosters Michelbeuern, ab.

## Bevölkerung
Bevölkerungsentwicklung
Quelle: Statistik.at

### Bevölkerungsentwicklung
Bei seiner Bildung Ende des 19. Jahrhunderts hatte der Bezirk Währing noch 68.862 Einwohner. 1951 waren es sogar 70.153 Menschen, die in Währing lebten. In der Folge sank die Zahl der Bewohner aber kontinuierlich und macht heute nur mehr rund zwei Drittel der früheren Bevölkerung aus. Grund für den drastischen Bevölkerungsrückgang war der gestiegene Anspruch an Wohnraum. Hinzu kam, dass das beschränkte Bezirksgebiet von Währing keinen Platz für verstärkten Wohnbau bot. Wie in den meisten Gemeindebezirken Wiens ist jedoch seit 2001 eine Trendwende festzustellen, und auch Währing ist seither von 44.992 Einwohnern auf 49.085 Personen Anfang des Jahres 2015 angewachsen.

### Bevölkerungsstruktur
Das Durchschnittsalter der Währinger lag 2001 leicht über dem Durchschnittsalter von Gesamt-Wien. Während der Anteil der Personen mit 60 Jahren oder älter in Währing bei rund 25 % lag, betrug der Wert im gesamten Stadtgebiet 22,2 %. Auch der Anteil der weiblichen Währinger an der Bezirksbevölkerung lag mit 54,7 % über dem Durchschnitt Wiens.

### Herkunft und Sprache
Der Anteil ausländischer Staatsbürger an der Bezirksbevölkerung lag 2005 bei 19,7 % der Gesamtbewohnerschaft und weist eine steigende Tendenz auf (2003: 17,9 %). Den höchsten Ausländeranteil stellten 2005 mit rund 4,4 % Staatsbürger aus Serbien und Montenegro. Weitere 2,1 % waren bundesdeutsche Staatsbürger, 1,6 % türkische Staatsbürger, 1,4 % polnische und 1,1 % kroatische Staatsbürger. Lt. Erhebung 2001 waren insgesamt 24,1 % der Währinger Bevölkerung außerhalb Österreichs geboren worden, daher gaben auch nur 76,6 % der Einwohner Währings Deutsch als Umgangssprache an. Für weitere 6,1 % war Serbisch die Muttersprache, 3,1 % Türkisch und 2,3 % Kroatisch.

### Religion
Das Religionsbekenntnis der Währinger verteilte sich 2001 folgendermaßen: 52,8 % waren römisch-katholisch, 6,2 % orthodox, 6,0 % islamisch, 5,9 % evangelisch und 21,4 % ohne Bekenntnis. 1,8 % der Bevölkerung bekannten sich zu anderen Religionen, bei 5,7 % der Bevölkerung blieb das Bekenntnis unbekannt. Die fünf römisch-katholischen Pfarren im Gemeindebezirk bilden das Stadtdekanat 18.

## Politik

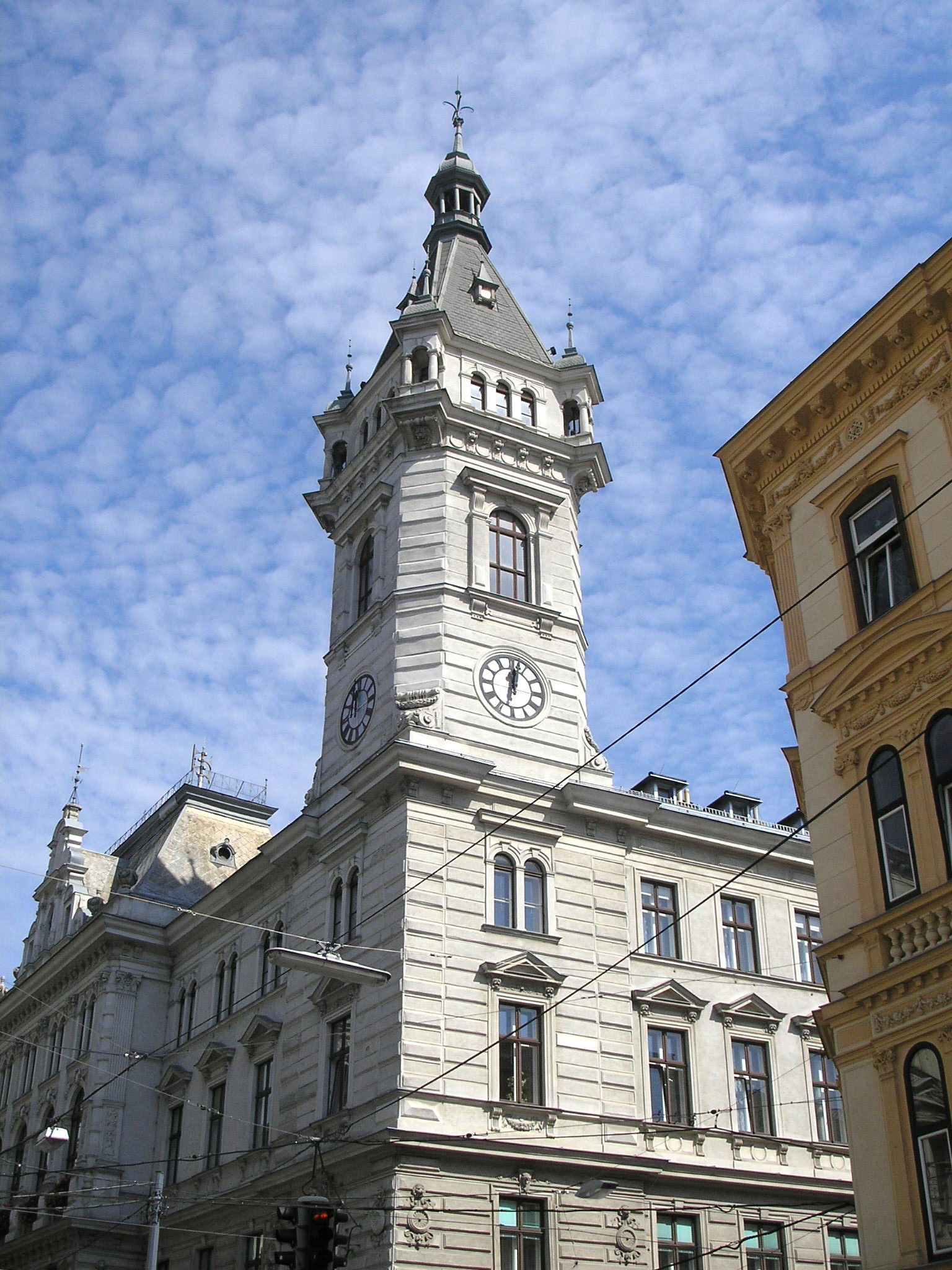
Magistratisches Bezirksamt Währing: Als der Bau geplant wurde, war Währing noch eine eigene Stadt.

Bei den ersten allgemeinen, freien Wahlen am 4. Mai 1919 lieferten die Sozialdemokraten in Währing eine Überraschung. Sie schlugen die Christlichsozialen mit 10.970 zu 10.835 Stimmen und konnte somit mit dem Maschinenmeister August Klepell den ersten Bezirksvorsteher stellen (Kleppel blieb bis zu seiner Verhaftung 1934 im Amt). Diese Verhältnisse blieben bis zur Errichtung des Ständestaates im Wesentlichen bestehen, nur die Christlichsozialen fielen 1932 hinter die Nationalsozialisten.
Bei den ersten Wahlen nach dem Zweiten Weltkrieg setzte sich 1946 erstmals die ÖVP durch. Der Grund für den Wandel lag vor allem in der Änderung der Bevölkerungsstruktur. Das sozialdemokratisch orientiert wählende Hauspersonal der Wohlhabenden war aus wirtschaftlichen Gründen verschwunden, die überwiegend sozialdemokratisch wählenden Juden waren vertrieben oder ermordet worden. Die Währinger ÖVP erhielt bei allen kommenden Wahlen die relative Mehrheit und damit den Anspruch auf den Bezirksvorsteher.
Der Aufstieg der FPÖ setzte jedoch sowohl der ÖVP, als auch der SPÖ zu. Lag die FPÖ 1987 noch bei rund 9,5 %, so legte sie bis 1996 auf 19,59 % zu, während der Anteil der ÖVP auf 32,87 % und der der SPÖ auf 24,65 % sank. Bei den Bezirksvertretungs-Wahlen 2001 kehrte sich der Trend um. Die FPÖ rutschte auf 15,09 % ab, die SPÖ steigerte ihren Anteil um 3,71 % auf 28,36 % der Stimmen.
Von den Verlusten der FPÖ konnte jedoch die ÖVP nicht profitieren und verlor leicht auf 32,13 %. Großer Gewinner waren die Grünen, die über 8 % gewannen und mit 19,52 % die FPÖ überholten. Das LIF spielt mit unter 5 % nur mehr eine untergeordnete Rolle.
Bei der Währinger Bezirksvertretungswahl 2010 mussten SPÖ und ÖVP starke Verluste einstecken. Die ÖVP verlor 4,2 % Prozentpunkte gegenüber 2005 (34,8 %) und erreichte nur mehr 30,6 %, die SPÖ verlor 3,4 % gegenüber 2005 (30,4 %) und erreichte nur mehr 27 %. Die FPÖ konnte 4,8 gegenüber 2005 zugewinnen (8 %) und erreichte 12,8 %, die Grünen blieben aber mit 25,8 % und 2,7 % plus gegenüber 2005 (23,1 %) drittstärkste Kraft. Das BZÖ konnte Zugewinne von 0,4 % gegenüber 2005 (0,7 %) auf nun mehr 1,1 % verzeichnen.
Bei der Bezirksvertretungswahl in Wien 2015 erreichten die Grünen mit 28,1 % der Stimmen Rang 1, die ÖVP kam mit 27,3 % auf Rang 2, die SPÖ mit 22,2 % auf Rang 3, die FPÖ mit 13,3 % auf Rang 4, die NEOS mit 7,5 % auf Rang 5. Währing hat daher seit 17. Dezember 2015 erstmals seit Jahrzehnten keinen ÖVP-Bezirksvorsteher mehr. Bei der Bezirksvertretungswahl in Wien 2020 konnten die Grünen ihren Stimmenanteil um mehr als zehn Prozentpunkte ausbauen und erreichten 38,7 % der Stimmen. Die ÖVP bekam 27,5 %, die SPÖ 17,9 %, die NEOS 8,1 % und die FPÖ 2,7 %.

## Kultur und Sehenswürdigkeiten

### Sehenswürdigkeiten

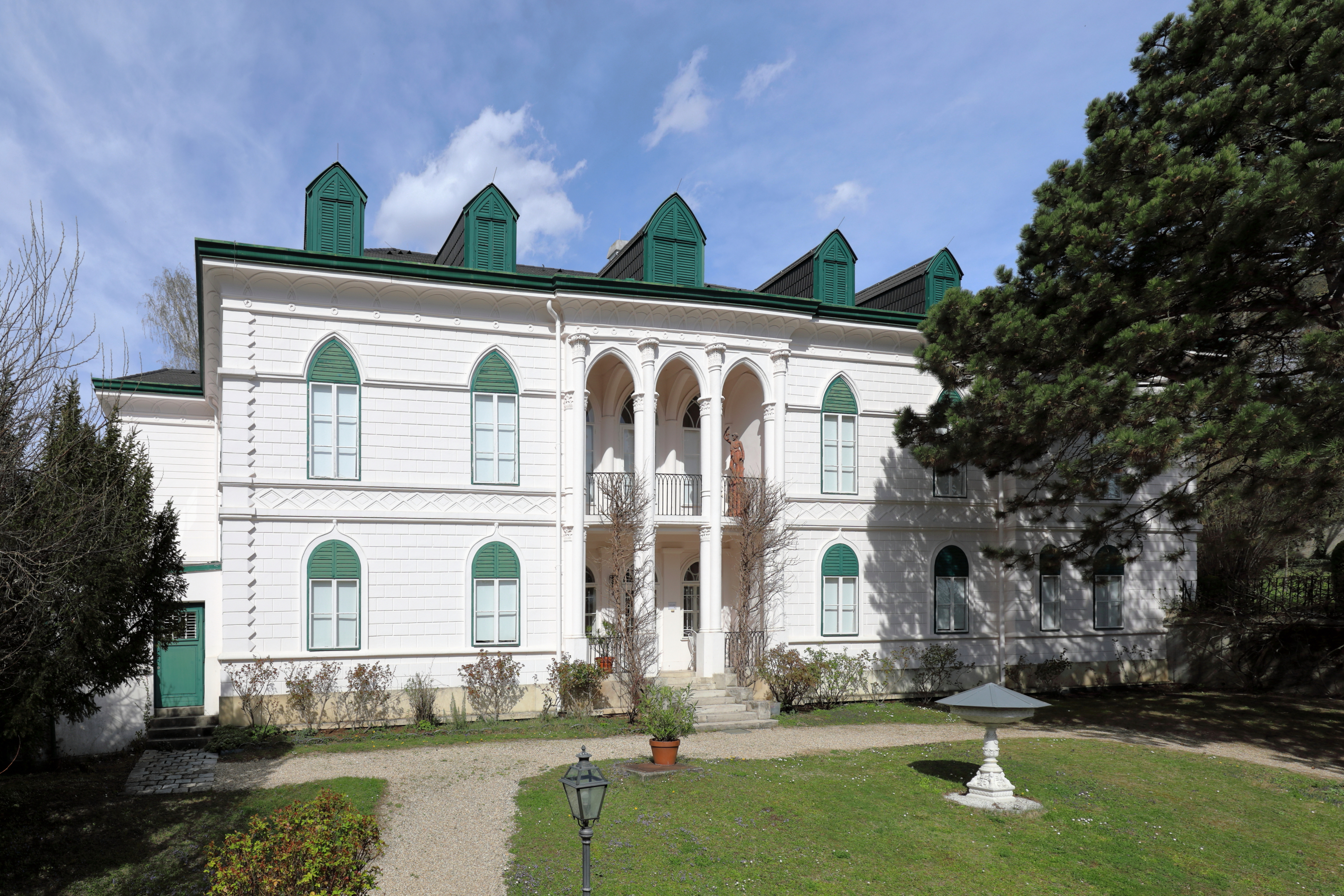
Geymüllerschlössel in Pötzleinsdorf

Im Gemeindebezirk befinden sich mehrere sehenswerte Schlösser und Villen. Dazu zählen das Geymüllerschlössel, das Schloss Pötzleinsdorf mit seiner ausgedehnten Parkanlage und zahlreiche Villen im Cottageviertel. Die Währinger Kirchengebäude barocken Ursprungs sind die Ägydiuskirche in Pötzleinsdorf, die Johannes-Nepomuk-Kapelle in Gersthof und die 1934 stark erweiterte Währinger Pfarrkirche. Im Baustil des Historismus erbaut wurden die Pfarrkirche Gersthof, die Lazaristenkirche, die Lutherkirche und die Weinhauser Pfarrkirche. Ein bemerkenswertes Kirchengebäude der 1960er Jahre ist die Pötzleinsdorfer Pfarrkirche. Unter Denkmalschutz stehen ferner 14 Gemeindebauten aus der Zwischenkriegszeit.

### Theater
Das erste richtige Theater wurde in Währing am 13. Dezember 1898 unter dem Namen „Kaiser-Jubiläums-Stadttheater“ eröffnet. Zunächst standen besonders Volksstücke von Ferdinand Raimund, Johann Nestroy und Johann Anzengruber auf dem Programm, später auch Opern. Da die Opern wesentlich erfolgreicher waren, wurde der Spielplan komplett auf Opern und Operetten umgestellt. Das 1908 in „Volksoper“ umbenannte Gebäude gelangte jedoch 1905 durch eine Grenzverschiebung in den 9. Bezirk, den Alsergrund. Andere Theater wie das „Gersthofer Theater“ oder das „Neue Anzengruber Theater“ hatten wenig Bestand.
Heute gibt es in Währing noch Kleinbühnen:
Das 1987 vom Bühnenautor Charley Raab begründete „Rampenlicht-Theater“ in der Mitterberggasse mit etwa 60 bis 70 Sitzplätzen,
und das 1998 gegründete „Lalish Theaterlabor/Forschungszentrum für Theater und Performance-Kultur“, seit Juni 2000 in einem ehemaligen Kino in der Gentzgasse.
Von 2003 bis 2016 gab es das „Theaterlabor“ für Erwachsene und Kinder von Helmut Hafner in der Lazargasse.

### Kino
Seit 2016 wird temporär im Konzertcafé Schmid Hansl (Schulgasse 31, Ecke Theresiengasse) das Vorstadtkino Währing bespielt. Es ist das einzige aktuell verbliebene Kino in Währing.
Historisches Kinos in Währing war von 1913 bis 1971 das Sternwarte-Kino in der Sternwartestraße (heute eine Postfiliale).
Das Währinger Bürgertheater in der Gentzgasse 119 (in einem 1910 im Sezessionsstil erbauten Gebäude) wurde von Maria Jersan gegründet und stammt aus dem Jahr 1912; es hatte über 300 Sitzplätze; das Kino wurde 1970 umgebaut, in „Camera Kino“ umbenannt (Betrieb bis 1979), bis 1985 temporäre Nutzung für Kunstprojekte, 1986 Pornokino, später Probebühne der Wiener Volksoper, danach Leerstand.
Von 1912 bis 1970 existierten Lichtspiele in der Gersthofer Straße 73.
Das Cottage-Kino in der Gentzgasse 62 bestand von 1953 bis 1969, es wurde zum Supermarkt und beherbergt seit 2000 mit dem Lalish Theaterlabor einen Raum für interkulturelle Begegnungen.
Das Iris-Kino in der Währinger Straße 123 bestand von 1913 bis 1982 mit einem Fassungsraum von 200 Personen.
Das Michelbeuern Theater-Kino in der Kreuzgasse 27 aus dem Jahr 1911 oder 1918 mit 558 Sitzen und Logen wurde im Zweiten Weltkrieg von Bomben getroffen wurde, bestand aber von 1950 bis 1960 weiter. Es wurde vor allem durch die 1911 errichtete, vielfarbig bestrahlte „Kaiserskulptur“ bekannt.

### Museen
Das bedeutendste Museum des Bezirkes ist eine Außenstelle des Museums für angewandte Kunst (MAK) im Geymüllerschlössel in Pötzleinsdorf. Daneben gibt es das Bezirksmuseum Währing und das Museum der Ersten Bank im Maria-Theresien-Schlössel.

### Parkanlagen

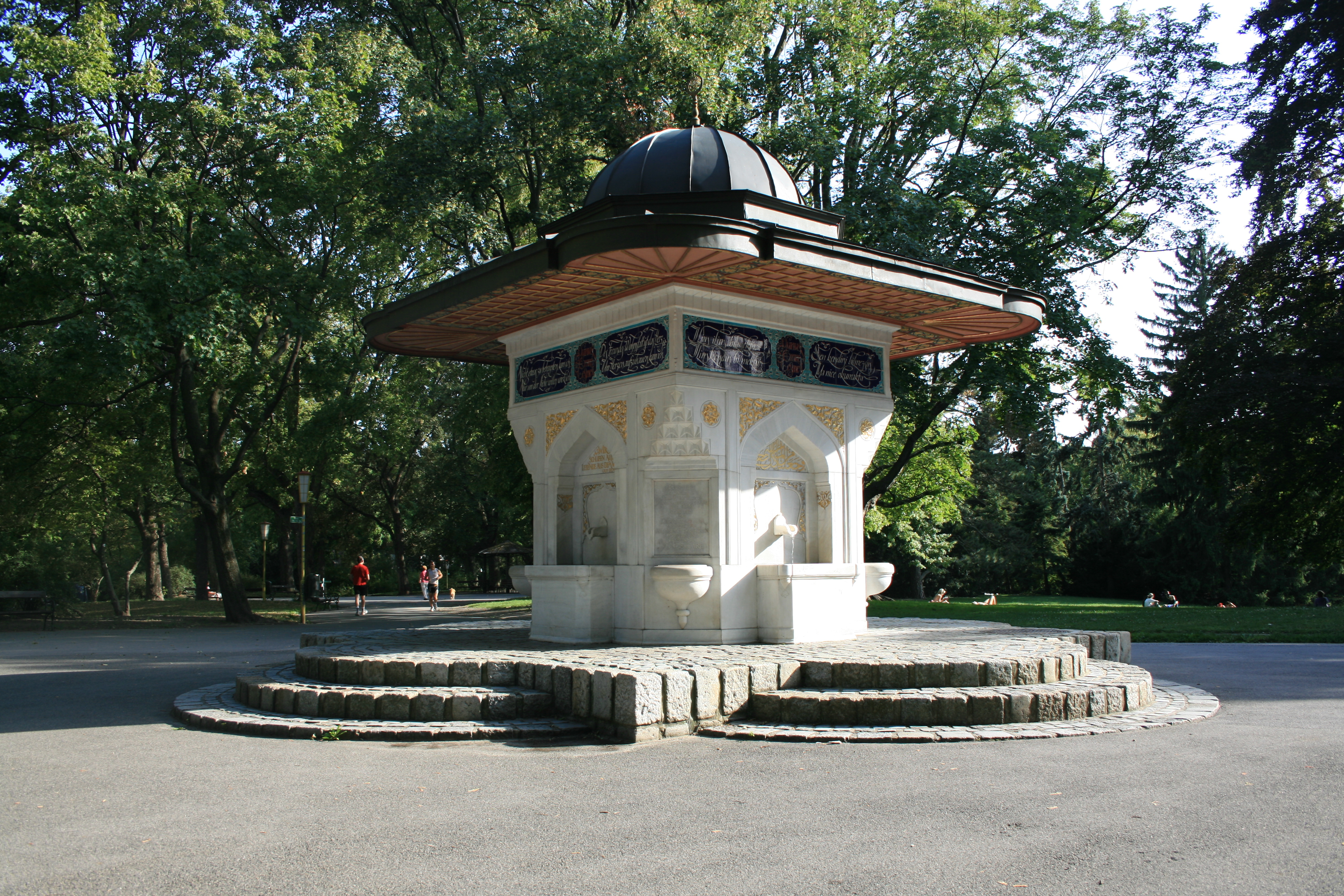
Yunus-Emre-Brunnen im Türkenschanzpark, ein Geschenk der Türkei an Österreich

Siehe auch: Liste der Wiener Parks und Gartenanlagen/Währing
Währing besitzt einige große Parkanlagen. Die bekanntesten sind der Pötzleinsdorfer Schlosspark, der Türkenschanzpark und der Währinger Park (ehemals Währinger Allgemeiner Friedhof). Der Währinger Park war der erste Friedhof, der in der Ersten Republik in eine Parkanlage umgewandelt wurde. Weiters sind der Währinger Schubertpark (ehemals Währinger Ortsfriedhof mit den Grabmälern von Ludwig van Beethoven und Franz Schubert) und der Sternwartepark erwähnenswert.

## Wirtschaft und Infrastruktur

### Verkehr

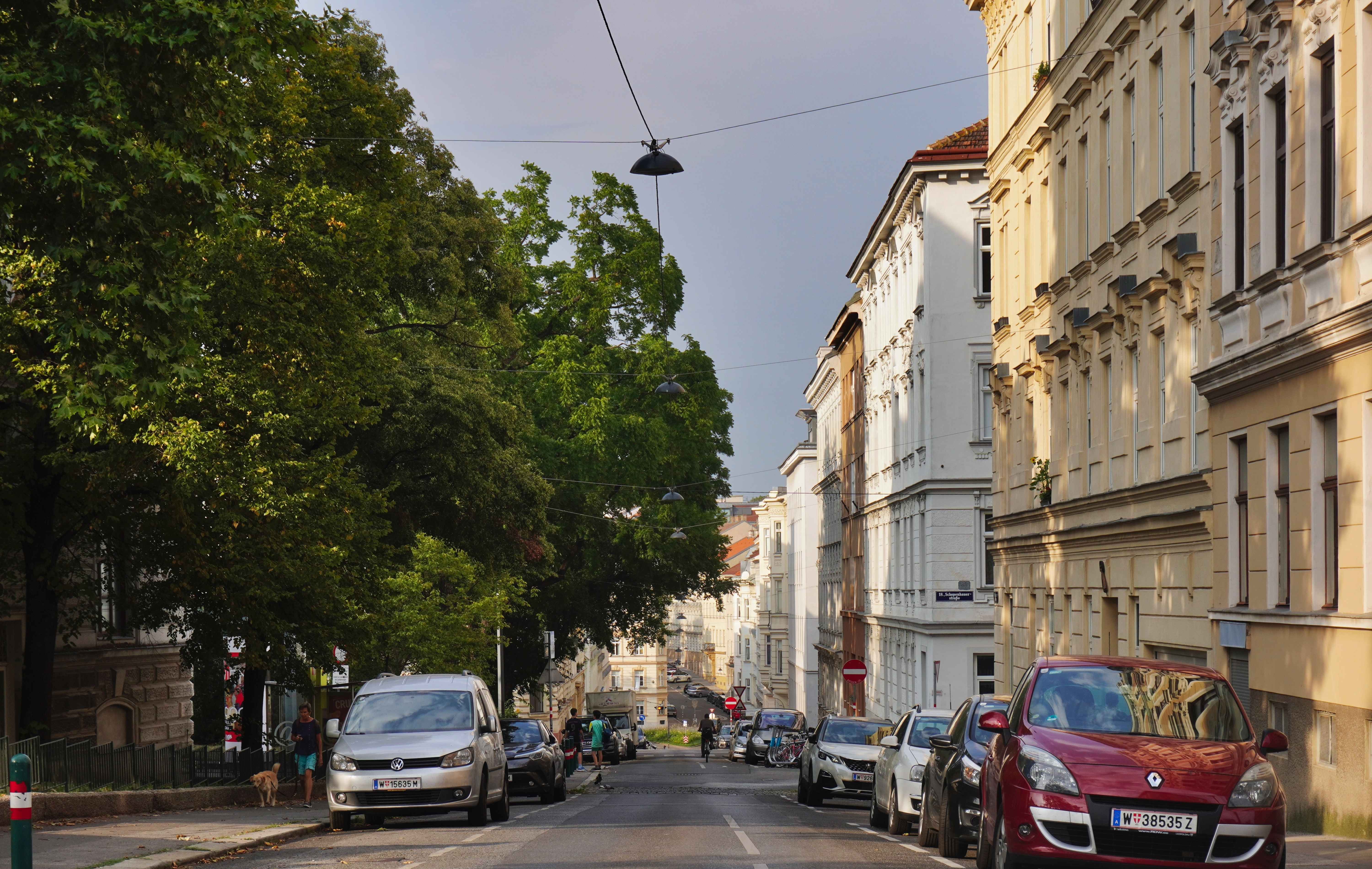
Vinzenzgasse

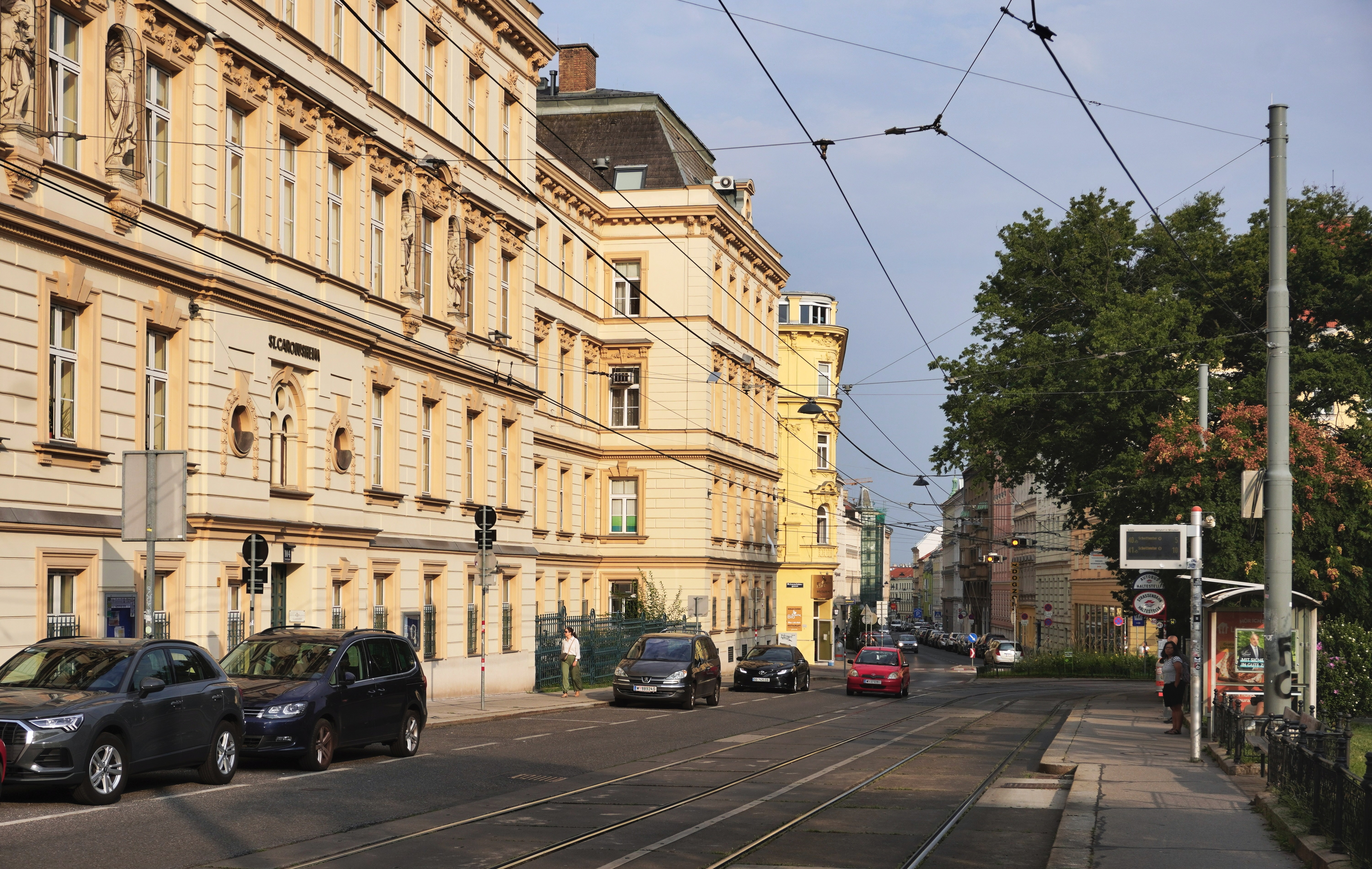
Gentzgasse

Die wichtigsten öffentlichen Verkehrsmittel der Wiener Linien ins Zentrum sind die Straßenbahnlinien 40 (Herbeckstraße), 41 (Pötzleinsdorf) und 42 (Antonigasse) zum Verkehrsknotenpunkt Schottentor (U2) am Ring, in Nord-Süd-Richtung verkehren die S-Bahn-Linie S45 (Vorortelinie), die Straßenbahnlinie 9 und die Buslinie 10A bei der Station Gersthof und die U-Bahn-Linie U6 bei den Stationen Michelbeuern, Währinger Straße und Nußdorfer Straße. Weitere Buslinien sind die Linie 40A zum Döblinger Friedhof im Grenzgebiet zu Döbling, die Linie 41A zwischen der Endstation Pötzleinsdorf der Linie 41 und dem Neustifter Friedhof, die Linie 42A auf den Schafberg im Grenzgebiet zu Hernals sowie die Linie 37A, die bis zur Dänenstraße verkehrt.

### Gesundheitseinrichtungen

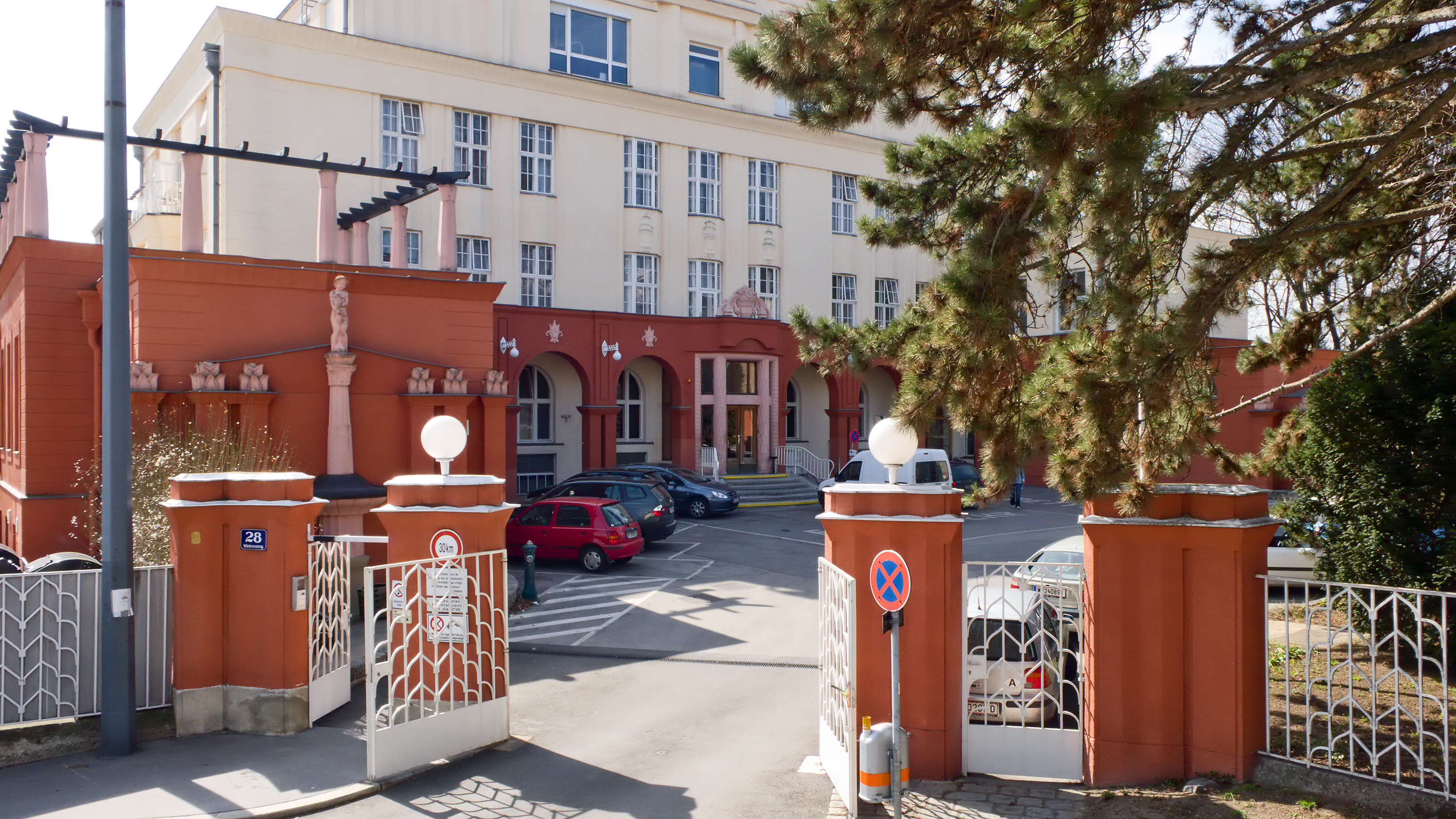
Orthopädisches Krankenhaus Gersthof

In Währing lagen bis 2019 zwei wichtige, spezialisierte Krankenhäuser. Einerseits das Orthopädische Krankenhaus Gersthof und die Semmelweis-Frauenklinik. Die Abteilungen beider Krankenhäuser übersiedelten 2019 ins Krankenhaus Nord in Floridsdorf.
Weitere soziale Einrichtungen sind das Evangelische Krankenhaus Wien und das St.-Carolus-Altersheim.
Das seit 1875 als Pflegeheim bestehende Haus der Barmherzigkeit (Gebäude aus 1957) in der Vinzenzgasse wurde 2006 geschlossen.

### Weitere öffentliche Einrichtungen
Währing verfügte über zwei öffentliche Bäder, die im Besitz der Stadt Wien stehen. In der Klostergasse befand sich (ab zirka 1900) bis 1. Juli 2019 das ganzjährig betriebene Währinger Bad (Brausebad/Sauna), in der Josef-Redl-Gasse besteht das Schafbergbad, ein Sommerbad, das nur zwischen Mai und September geöffnet ist. Auf dem Grundstück des Währinger Bades soll bis 2023 ein Turnsaal für das benachbarte Gymnasium errichtet werden.
Durch die Zusammenlegung mehrerer Gemeinden im Jahre 1892 bestehen in Währing auch noch mehrere Friedhöfe. Während der Währinger Ortsfriedhof (für Weinhaus und Währing) und der Allgemeine Währinger Friedhof nach dem Ersten Weltkrieg in Parkanlagen umgewandelt wurden, finden am Gersthofer Friedhof, am Pötzleinsdorfer Friedhof und am Neustifter Friedhof (der trotz der Abgabe Neustifts an Döbling bei Währing verblieb) noch immer Bestattungen statt.

### Bildung

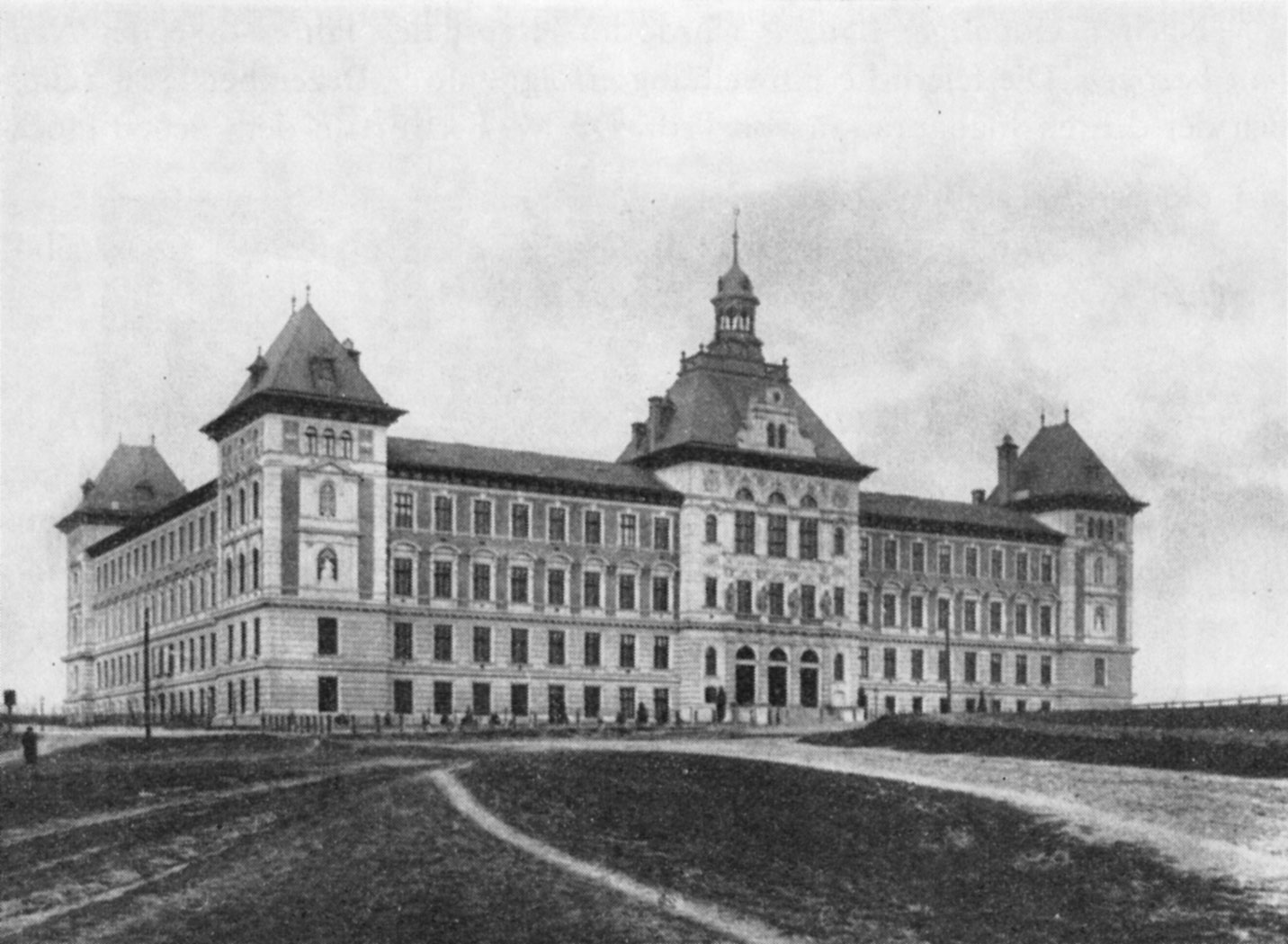
Universität für Bodenkultur Wien, Gregor-Mendel-Haus, in einer Aufnahme von 1896

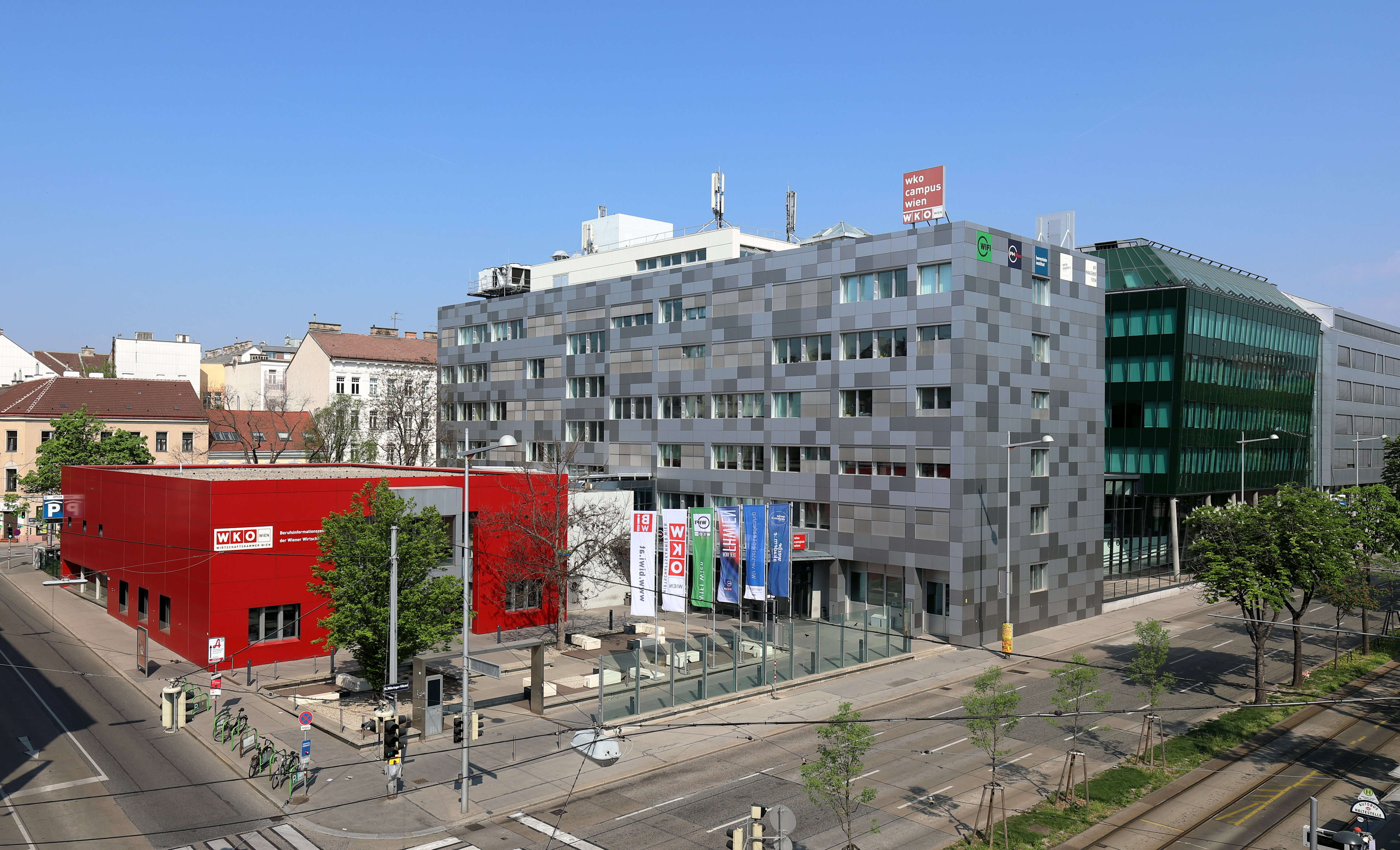
Der WKO-Campus Wien (WIFI, FHWien u. a. m.) am Währinger Gürtel

Die wichtigste Hochschuleinrichtung in Währing ist die Universität für Bodenkultur Wien, die neben dem Türkenschanzpark liegt. Hinzu kommen mehrere Institute der Universität Wien, wie das Institut für Publizistik- und Kommunikationswissenschaft, das Institut für Astronomie mit der Universitätssternwarte und das Institut für Risikoforschung.
Es gibt drei öffentliche Gymnasien (Klostergasse, Schopenhauerstraße, Haizingergasse), mehrere Volks- und Hauptschulen – darunter die Ganztagsvolksschule Köhlergasse, die zwischen 1977 und 1990 nach den Plänen von Hans Hollein anstelle einer alten Schule gebaut wurde, ein Polytechnikum, einige kirchliche Privatschulen (vor allem katholische Schulen – Albertus-Magnus-Schule, Marianum und Schulbrüder, Schule der Kongregation der Töchter der göttlichen Liebe – und eine evangelische Volksschule, die Luther-Schule), eine Waldorfschule (Rudolf-Steiner-Schule in Pötzleinsdorf) und eine englischsprachige Privatschule (Vienna Elementary School).
Eine Volksschule für körperbehinderte Kinder ist die Hans-Radl-Schule in der Währinger Straße, sie wurde anstelle des im Zweiten Weltkrieg stark beschädigten und nachher abgerissenen Czartoryski-Schlössels (in dem damals ein Kinderheim untergebracht war) errichtet. In der Weimarer Straße befindet sich eine Filiale der Büchereien Wien.
- Universität für Bodenkultur Wien
- Schopenhauer Realgymnasium
- Bundesgymnasium Wien 18 Klostergasse
- Albertus-Magnus-Schule Wien
- Ganztagsvolksschule Köhlergasse

## Sonstiges
Der 1882 von dem österreichischen Astronomen Johann Palisa entdeckte Asteroid (226) Weringia ist nach dem Bezirk benannt.